# 贝托库尔-埃普尔通
贝托库尔-埃普尔通（法語：Bertaucourt-Epourdon）是法国皮卡第大区埃纳省的一个市镇，属于拉昂区拉费尔县。该市镇2009年时的人口为604人。

## 人口
贝托库尔-埃普尔通人口变化图示
| 数据来源：INSEE |